# ستانلي ماركوس
ستانلي ماركوس (بالإنجليزية: Stanley Marcus)‏ هو قاضي ومحامي أمريكي، ولد في 27 مارس 1946 في نيويورك في الولايات المتحدة.

## وصلات خارجية
- ستانلي ماركوس على موقع إن إن دي بي (الإنجليزية)